# Guerres intercoloniales
 (signalé en juillet 2025).
Si vous disposez d'ouvrages ou d'articles de référence ou si vous connaissez des sites web de qualité traitant du thème abordé ici, merci de compléter l'article en donnant les références utiles à sa vérifiabilité et en les liant à la section « Notes et références ».
- Archive Wikiwix
- Bing
- Cairn
- DuckDuckGo
- E. Universalis
- Gallica
- Google
- G. Books
- G. News
- G. Scholar
- Persée
- Qwant
- (zh) Baidu
- (ru) Yandex
- (wd) trouver des œuvres sur Wikidata

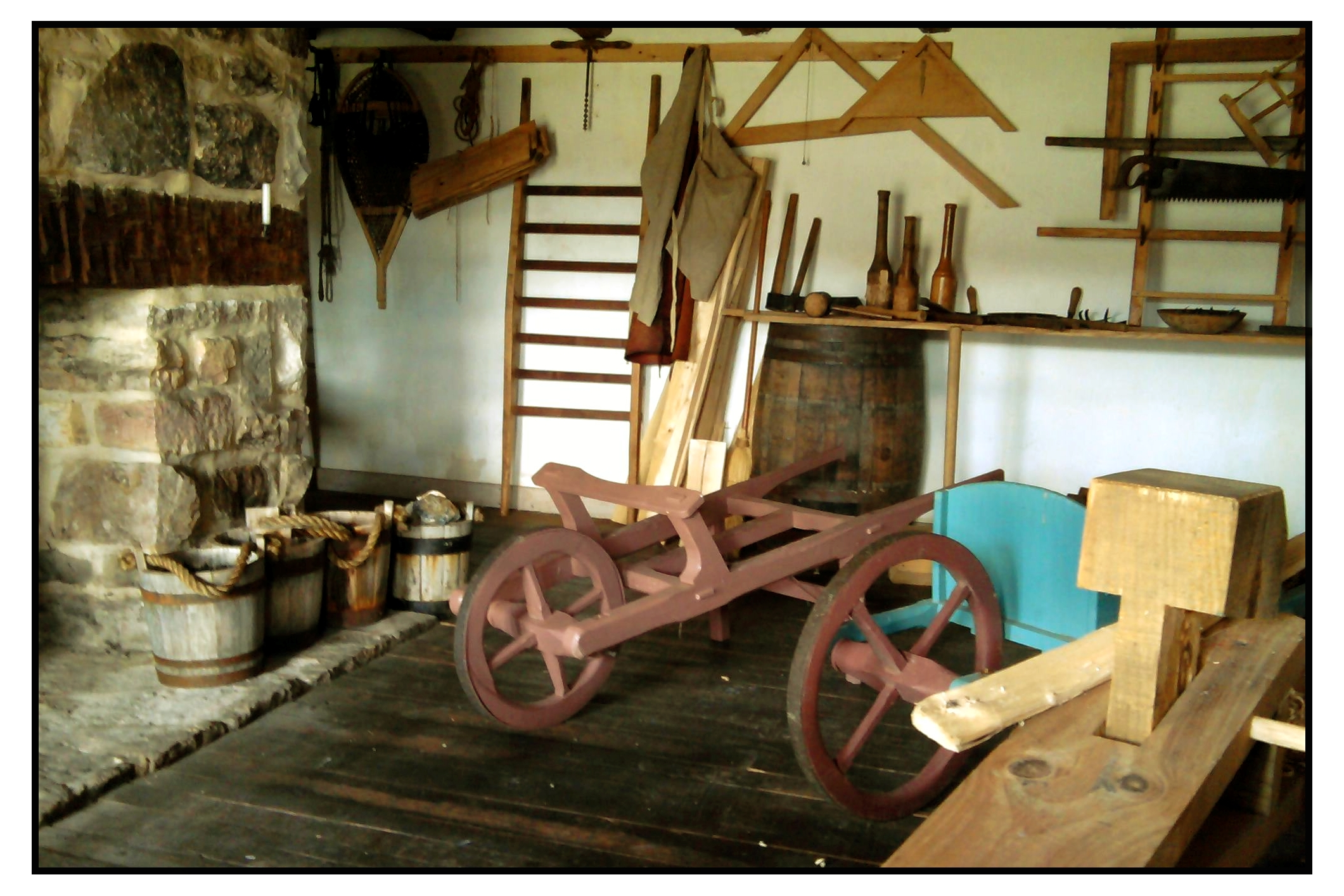
Un atelier durant les guerres intercoloniales.

En Amérique du Nord, quatre grandes guerres intercoloniales ont opposé la France à l'Angleterre puis à la Grande-Bretagne entre 1689 et 1763. Ces quatre conflits se sont déroulés en Amérique comme conséquences de guerres européennes. Bien que certaines de ces guerres impliquent aussi l'Espagne et les Pays-Bas, dans chaque guerre il y a d'un côté la France, son empire de la Nouvelle-France et ses alliés amérindiens contre l'Angleterre, ses Treize Colonies et ses propres alliés amérindiens. 
Aux États-Unis, les guerres sont appelées les French and Indian Wars (guerres franco-indiennes), un nom qui omet de décrire l'autre partie des belligérants, à savoir les Britanniques et leurs alliés.     
Les quatre guerres, et leurs guerres européennes associées, sont :
| Durée du conflit | Guerre nord-américaine          | Guerre européenne               | Traité                   |
| ---------------- | ------------------------------- | ------------------------------- | ------------------------ |
| 1688-1697        | Première guerre intercoloniale  | Guerre de la Ligue d'Augsbourg  | Traité de Ryswick        |
| 1702 – 1713      | Deuxième guerre intercoloniale  | Guerre de Succession d'Espagne  | Traités d'Utrecht        |
| 1744 – 1748      | Troisième guerre intercoloniale | Guerre de Succession d'Autriche | Traité d'Aix-la-Chapelle |
| 1754 – 1763      | Quatrième guerre intercoloniale | Guerre de Sept Ans              | Traité de Paris          |